# Ксаверув (Ленчицький повіт)
Ксаверув (пол. Ksawerów) — село в Польщі, у гміні Ґрабув Ленчицького повіту Лодзинського воєводства.
Населення — 147 осіб (2011).
У 1975-1998 роках село належало до Конінського воєводства.

## Демографія
Демографічна структура станом на 31 березня 2011 року:
|          | Загалом | Допрацездатний вік | Працездатний вік | Постпрацездатний вік |
| -------- | ------- | ------------------ | ---------------- | -------------------- |
| Чоловіки | 64      | 9                  | 48               | 7                    |
| Жінки    | 83      | 13                 | 51               | 19                   |
| Разом    | 147     | 22                 | 99               | 26                   |